# Jim and Joe

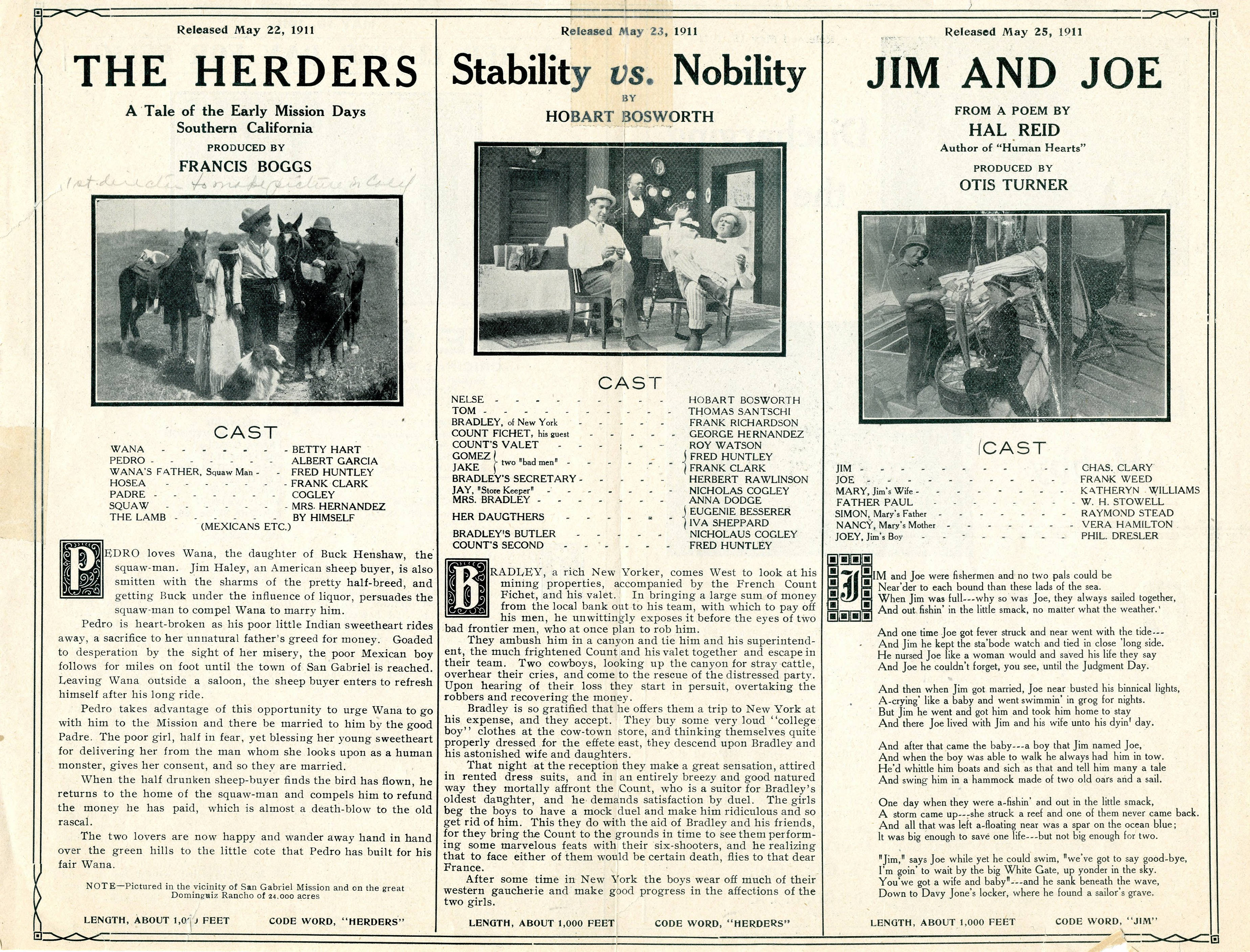
Dépliant promotionnel de 1911 pour la sortie de The Herders ; Stability VS. Nobility, ; et Jim and Joe - (à droite).

Jim and Joe est un film muet américain réalisé par Otis Turner et sorti en 1911.

## Fiche technique
- Titre : Jim and Joe
- Réalisation : Otis Turner
- Scénario : Otis Turner
- Producteur : William Selig
- Société de production : Selig Polyscope Company
- Pays d'origine :  États-Unis
- Genre : Film dramatique, Film romantique
- Dates de sortie : 
  -  États-Unis : 25 mai 1911

## Distribution
- Charles Clary : Jim
- Frank Weed : Joe
- Kathlyn Williams
- William Stowell
- Raymond Stead
- Vera Hamilton
- Phil Dresler